# Austromordella verticordiae
Austromordella verticordiae là một loài bọ cánh cứng trong họ Mordellidae. Loài này is voor het eerst wetenschappelijk beschreven bởi Lea.